# Suvorovorden
Suvorovorden (ryska: Орден Суворова) är en rysk utmärkelse, namngiven efter Aleksandr Suvorov (1729-1800). Den skapades den 29 juli 1942 (under andra världskriget) i ett beslut av Högsta Sovjets presidium för att utmärka höga arméofficerare för utomordentligt ledarskap i strid. Suvorovorden finns i tre olika klasser: 1:a, 2:a och 3:e. Georgij Zjukov blev den första mottagaren av Suvorovorden 1:a klass den 28 januari 1943.

## Medalj och ordensband
| 1:a klass  | 2:a klass | 3:e klass |
| ---------- | --------- | --------- |
|            |           |           |
| Ordensband |           |           |
|            |           |           |